# Horbling
Horbling – wieś w Anglii, w hrabstwie Lincolnshire, w dystrykcie South Kesteven. Leży 40 km na południe od Lincoln i 156 km na północ od Londynu.